# Diogenes mixtus
Diogenes mixtus is een tienpotigensoort uit de familie van de Diogenidae. De wetenschappelijke naam van de soort is voor het eerst geldig gepubliceerd in 1902 door Lanchester.